# Rick Nielsen
Rick Nielsen (Chicago, 22 dicembre 1948) è un chitarrista statunitense.
È il fondatore, chitarrista nonché principale autore dei Cheap Trick.

## Cheap Trick

### Studio
- Cheap Trick (1977)
- In Color (1977)
- Heaven Tonight (1978)
- Dream Police (1979)
- All Shook Up (1980)
- One on One (1982)
- Next Position Please (1983)
- Standing on the Edge (1985)
- The Doctor (1986)
- Lap of Luxury (1988)
- Busted (1990)
- Woke up with a Monster (1994)
- Cheap Trick (1997)
- Special One (2003)
- Rockford (2006)

### Live
- At Budokan (1978)
- Music for Hangovers (1999)
- Silver (2001)

### Raccolte
- Sex, America, Cheap Trick (1996)
- The Essential Cheap Trick (2004)
- Authorized Greatest Hits (2000)

## Partecipazioni
- Gene Simmons, (KISS) (1978) chitarra
- Dr. Feelgood, (Mötley Crüe) (1989) cori
- Cocked & Loaded, (L.A. Guns) (1989) cori
- Sahara, (House of Lords) (1990) chitarra, cori
- The Life & Crimes of Alice Cooper, (Alice Cooper) (1999) chitarra
- Paraphernalia, (Enuff Z'nuff) (1999) chitarra